# لوني سميث
لوني سميث (بالإنجليزية: Lonnie Smith)‏ هو عازف جاز وملحن أمريكي، ولد في 3 يوليو 1942 في بوفالو في الولايات المتحدة.

## وصلات خارجية
- الموقع الرسمي
- لوني سميث على موقع IMDb (الإنجليزية)
- لوني سميث على موقع ميوزك برينز (الإنجليزية)
- لوني سميث على موقع أول ميوزيك (الإنجليزية)
- لوني سميث على موقع ديسكوغز (الإنجليزية)
- لوني سميث على موقع قاعدة بيانات الفيلم (الإنجليزية)